# Villes-sur-Auzon
Villes-sur-Auzon este o comună în departamentul Vaucluse din sud-estul Franței. În 2009 avea o populație de 1.296 de locuitori.

## Evoluția populației
| An        | 1975 | 1982 | 1990 | 1999  | 2006  | 2009  |
| --------- | ---- | ---- | ---- | ----- | ----- | ----- |
| Populație | 771  | 767  | 915  | 1.030 | 1.221 | 1.296 |